# Ryozo Band
Ryozo Bandは、大林亮三が率いるオルタナティヴ・ロック・バンド。

## ディスコグラフィー
- 2015年5月　DJ MUROプロデュースによる7inch"Many Troubles In The City"をリリース[1]。
- 2016年12月　2nd 7inch "Gerb"をリリース[2]。
- 2019年1月　ぶどうレコードより1st Album LP / CD 「Get Lost」をリリース[3]。
- 2020年4月　ぶどうレコードよりカバーシングル"Midnight Love Call ft. 西寺郷太"をリリース[4]。
- 2021年1月　ぶどうレコードより2nd Album "CITY"をリリース[5]。
- 2021年5月　ぶどうレコードよりシングル"Night Lights feat. 日向ハル&MAINA"をリリース[6]。

## 現メンバー
- ベース：Ryozo Obayashi
- ギター：Tetsuta Otachi
- ドラムス：Masaki Nagata
- パーカッション：Ryotaro Miyasaka
- サクソフォーン：Hashimoto "KIDS" Takehide
- トランペット：Kyotaro Hori